# قنطيون إفريقي نغوني
قنطيون أفريقي نغوني (الاسم العلمي:Afrocanthium ngonii) هو نوع من النباتات يتبع جنس القنطيون الأفريقي من الفصيلة الفوية.